# Idaea fusculata
Idaea fusculata är en fjärilsart som beskrevs av Bang-haas 1928. Idaea fusculata ingår i släktet Idaea och familjen mätare. Inga underarter finns listade i Catalogue of Life.